# 维塔利·杜尔金
维塔利·杜尔金（俄语：Виталий Дуркин，1979年9月2日—），俄羅斯男子羽毛球運動員，擅長雙打項目。

## 簡歷
2010年7月，维塔利·杜尔金參加俄羅斯羽毛球大獎賽，分別與尼娜·维斯洛娃及亚历山大·尼科拉恩科合作贏得混合雙打及男子雙打亞軍。
2011年8月，杜尔金與尼娜·维斯洛娃，贏得越南羽毛球大獎賽混合雙打冠軍。同年10月，二人又在瑞士羽毛球國際賽贏得混雙冠軍。
2013年8月，杜尔金參加中國廣州舉行的世界羽毛球錦標賽，與尼娜·维斯洛娃出戰混合雙打項目。他們首圈以2比0輕鬆淘汰比利時組合；第二圈面對12號種子、德國的麦克·福克斯/比尔吉德·迈克斯，苦戰三局後以2比1反勝晉級；但在第三圈就以0比2（16-21、18-21）不敵8號種子、波蘭的罗伯特·马特斯亚克/娜蒂斯达·希尔巴，16強止步。
2015年8月，杜尔金參加印尼雅加達舉行的世界羽毛球錦標賽，與尼娜·维斯洛娃合作出戰混合雙打項目，在首圈與馬來西亞的陳裖荃/賴沛君對戰期間，因傷退賽。

## 主要比賽成績
只列出曾進入準決賽的國際賽事成績：
| 年份   | 賽事                     | 公開賽級別 | 項目     | 拍檔                | 成績   |
| ------ | ------------------------ | ---------- | -------- | ------------------- | ------ |
| 2007年 | 荷蘭羽毛球大獎賽         | 大獎賽     | 男子雙打 | 亚历山大·尼科拉恩科 | 準決賽 |
| 2008年 | 比利時羽毛球國際賽       | 國際挑戰賽 | 混合雙打 | 尼娜·维斯洛娃       | 冠軍   |
| 2008年 | 俄羅斯羽毛球大獎賽       | 大獎賽     | 男子雙打 | 亚历山大·尼科拉恩科 | 冠軍   |
| 2008年 | 俄羅斯羽毛球大獎賽       | 大獎賽     | 混合雙打 | 尼娜·维斯洛娃       | 亞軍   |
| 2008年 | 義大利羽毛球國際賽       | 國際挑戰賽 | 混合雙打 | 尼娜·維斯洛娃       | 冠軍   |
| 2009年 | 芬蘭羽毛球公開賽         | 國際挑戰賽 | 混合雙打 | 尼娜·维斯洛娃       | 冠軍   |
| 2009年 | 白夜羽毛球賽             | 國際挑戰賽 | 男子雙打 | 亚历山大·尼科拉恩科 | 冠軍   |
| 2009年 | 白夜羽毛球賽             | 國際挑戰賽 | 混合雙打 | 尼娜·维斯洛娃       | 亞軍   |
| 2009年 | 俄羅斯羽毛球大獎賽       | 大獎賽     | 男子雙打 | 亚历山大·尼科拉恩科 | 亞軍   |
| 2009年 | 俄羅斯羽毛球大獎賽       | 大獎賽     | 混合雙打 | 尼娜·维斯洛娃       | 冠軍   |
| 2009年 | 荷蘭羽毛球大獎賽         | 大獎賽     | 混合雙打 | 尼娜·维斯洛娃       | 亞軍   |
| 2009年 | 蘇格蘭羽毛球國際賽       | 國際挑戰賽 | 男子雙打 | 亚历山大·尼科拉恩科 | 準決賽 |
| 2009年 | 蘇格蘭羽毛球國際賽       | 國際挑戰賽 | 混合雙打 | 尼娜·维斯洛娃       | 準決賽 |
| 2009年 | 威爾斯羽毛球國際賽       | 國際系列賽 | 男子雙打 | 亚历山大·尼科拉恩科 | 冠軍   |
| 2009年 | 威爾斯羽毛球國際賽       | 國際系列賽 | 混合雙打 | 尼娜·维斯洛娃       | 冠軍   |
| 2010年 | 俄羅斯羽毛球大獎賽       | 大獎賽     | 男子雙打 | 亚历山大·尼科拉恩科 | 亞軍   |
| 2010年 | 俄羅斯羽毛球大獎賽       | 大獎賽     | 混合雙打 | 尼娜·维斯洛娃       | 亞軍   |
| 2010年 | 白夜羽毛球賽             | 國際挑戰賽 | 男子雙打 | 亚历山大·尼科拉恩科 | 亞軍   |
| 2011年 | 俄羅斯羽毛球大獎賽       | 大獎賽     | 男子雙打 | 亚历山大·尼科拉恩科 | 準決賽 |
| 2011年 | 越南羽毛球大獎賽         | 大獎賽     | 混合雙打 | 尼娜·维斯洛娃       | 冠軍   |
| 2011年 | 捷克羽毛球國際賽         | 國際挑戰賽 | 男子雙打 | 亚历山大·尼科拉恩科 | 亞軍   |
| 2011年 | 瑞士羽毛球國際賽         | 國際挑戰賽 | 混合雙打 | 尼娜·维斯洛娃       | 冠軍   |
| 2011年 | 意大利羽毛球國際賽       | 國際挑戰賽 | 男子雙打 | 亚历山大·尼科拉恩科 | 亞軍   |
| 2011年 | 意大利羽毛球國際賽       | 國際挑戰賽 | 混合雙打 | 尼娜·维斯洛娃       | 亞軍   |
| 2012年 | 俄羅斯羽毛球大獎賽       | 大獎賽     | 男子雙打 | 亚历山大·尼科拉恩科 | 亞軍   |
| 2012年 | 俄羅斯羽毛球大獎賽       | 大獎賽     | 混合雙打 | 尼娜·维斯洛娃       | 亞軍   |
| 2013年 | 俄羅斯羽毛球大獎賽       | 大獎賽     | 男子雙打 | 安德烈·阿什马林     | 亞軍   |
| 2013年 | 俄羅斯羽毛球大獎賽       | 大獎賽     | 混合雙打 | 尼娜·维斯洛娃       | 亞軍   |
| 2013年 | 瑞士羽毛球國際賽         | 國際挑戰賽 | 混合雙打 | 尼娜·维斯洛娃       | 冠軍   |
| 2013年 | 威爾斯羽毛球國際賽       | 國際挑戰賽 | 混合雙打 | 尼娜·维斯洛娃       | 亞軍   |
| 2014年 | 愛沙尼亞羽毛球國際賽     | 國際系列賽 | 混合雙打 | 尼娜·维斯洛娃       | 冠軍   |
| 2014年 | 波蘭羽毛球公開賽         | 國際挑戰賽 | 混合雙打 | 尼娜·维斯洛娃       | 冠軍   |
| 2014年 | 美國羽毛球黃金大獎賽     | 黃金大獎賽 | 混合雙打 | 尼娜·维斯洛娃       | 準決賽 |
| 2014年 | 荷蘭羽毛球大獎賽         | 大獎賽     | 混合雙打 | 尼娜·维斯洛娃       | 準決賽 |
| 2014年 | 瑞士羽毛球國際賽         | 國際挑戰賽 | 混合雙打 | 尼娜·维斯洛娃       | 亞軍   |
| 2014年 | 巴林羽毛球國際挑戰賽     | 國際挑戰賽 | 混合雙打 | 尼娜·维斯洛娃       | 冠軍   |
| 2014年 | 意大利羽毛球國際賽       | 國際挑戰賽 | 混合雙打 | 尼娜·维斯洛娃       | 準決賽 |
| 2015年 | 瑞典羽毛球大師賽         | 國際挑戰賽 | 混合雙打 | 尼娜·维斯洛娃       | 亞軍   |
| 2015年 | 俄羅斯羽毛球大獎賽       | 大獎賽     | 混合雙打 | 尼娜·维斯洛娃       | 準決賽 |
| 2015年 | 布拉格羽毛球公開賽       | 國際挑戰賽 | 混合雙打 | 尼娜·维斯洛娃       | 冠軍   |
| 2015年 | 碧特博格羽毛球黃金大獎賽 | 黃金大獎賽 | 混合雙打 | 尼娜·维斯洛娃       | 準決賽 |
| 2015年 | 巴林羽毛球國際挑戰賽     | 國際挑戰賽 | 混合雙打 | 尼娜·维斯洛娃       | 準決賽 |
| 2015年 | 蘇格蘭羽毛球大獎賽       | 大獎賽     | 混合雙打 | 尼娜·维斯洛娃       | 冠軍   |
| 2015年 | 孟加拉羽毛球國際挑戰賽   | 國際挑戰賽 | 混合雙打 | 尼娜·维斯洛娃       | 準決賽 |
| 2016年 | 奧地利羽毛球公開賽       | 國際挑戰賽 | 混合雙打 | 尼娜·维斯洛娃       | 準決賽 |
| 2016年 | 秘魯羽毛球國際賽         | 國際挑戰賽 | 混合雙打 | 尼娜·维斯洛娃       | 冠軍   |
| 2016年 | 大溪地羽毛球國際挑戰賽   | 國際挑戰賽 | 混合雙打 | 尼娜·维斯洛娃       | 冠軍   |
| 2016年 | 白夜羽毛球賽             | 國際挑戰賽 | 男子雙打 | 安德烈·阿什马林     | 準決賽 |
| 2016年 | 白夜羽毛球賽             | 國際挑戰賽 | 混合雙打 | 尼娜·维斯洛娃       | 亞軍   |
| 2017年 | 意大利羽毛球國際賽       | 國際挑戰賽 | 混合雙打 | 尼娜·维斯洛娃       | 準決賽 |
| 2018年 | 白夜羽毛球賽             | 國際挑戰賽 | 男子雙打 | 尼古拉·乌卡卡       | 準決賽 |
| 2018年 | 意大利羽毛球國際賽       | 國際挑戰賽 | 男子雙打 | 尼古拉·乌卡卡       | 亞軍   |
| 2019年 | 白夜羽毛球賽             | 國際挑戰賽 | 男子雙打 | 尼古拉·乌卡卡       | 亞軍   |

| 2007-2017年 | 首要超級賽 | 超級賽 | 黃金大獎賽 | 大獎賽 | 國際挑戰賽 | 國際系列賽 | 未來系列賽 | 其他 |

| 2018-2026年 | 總決賽 | 超級1000賽 | 超級750賽 | 超級500賽 | 超級300賽 | 超級100賽 | 國際挑戰賽 | 國際系列賽 | 未來系列賽 | 其他 |

### 奧運會和世錦賽參賽紀錄
|          | 搭檔                | 2006 | 2007 | 2008 | 2009        | 2010 | 2011 | 2012 | 2013 | 2014 | 2015 |      | 2019 |
| 男子雙打 | 亚历山大·尼科拉恩科 | 32強 | 16強 | －   | 16強        | 48強 | 32強 | －   | －   | －   | －   | －   |      |
| 男子雙打 | 尼古拉·烏卡卡       | －   | －   | －   | －          | －   | －   | －   | －   | －   | －   | 32強 |      |
|          |                     |      |      |      |             |      |      |      |      |      |      |      |      |
| 混合雙打 | Marina Yakusheva    | 32強 | －   | －   | －          | －   | －   | －   | －   | －   | －   | －   |      |
| 混合雙打 | 瓦莱里亚·索罗金娜   | －   | 48強 | －   | －          | －   | －   | －   | －   | －   | －   | －   |      |
| 混合雙打 | 尼娜·维斯洛娃       | －   | －   | －   | 48強 (退賽) | 48強 | 32強 | －   | 16強 | 32強 | 48強 | －   |      |